# Uprava avtocestne policije
Uprava avtocestne policije (kratica: UAP; znana tudi kot: avtocestna policija) je uprava v sklopu slovenske Policije, ki policijsko funkcijo opravlja na omrežju avtocest in hitrih cest v Republiki Sloveniji. Avtocestna policija je začela delovati 31. marca 2021, njen sedež je v Postojni. Sporazum o izpeljavi projekta pa je bil podpisan 23. decembra 2020 med DARSom, ministrstvom za notranje zadeve in policijo. V namen avtocestne policije je Ministrstvo za notranje zadeve Republike Slovenije predvidelo tudi nabavo novih zmogljivih vozil.
Trenutno  zaposluje okrog 40 ljudi, vendar je razpisanih še 285 mest, ki jih bo policija krpala predvsem s premestitvami. Njen vodja je Kristjan Meznarič. Prva specializirana enota avtocestne policije, Specializirana enota avtocestne policije Ljubljana, je pričela delovati 1. junija 2021. Krajše slovesnosti ob njemnem začetku sta se udeležila tudi Anton Olaj in Aleš Hojs.
Avtocestna policija je bila ukinjena v novembru 2022.

## Organiziranost
- Oddelek za operativo
- Oddelek za upravljanje prometa in meritve s samodejnimi merilnimi sistemi
- Specializirana enota avtocestne policije Celje (predviden začetek delovanja 1. maja 2022)
- Specializirana enota avtocestne policije Koper (predviden začetek delovanja 1. maja 2022)
- Specializirana enota avtocestne policije Ljubljana (začetek delovanja 1. junij 2021)
- Specializirana enota avtocestne policije Maribor (predviden začetek delovanja 1. maja 2022)
- Specializirana enota avtocestne policije Novo mesto (predviden začetek delovanja 1. maja 2022)